# Нейросфера

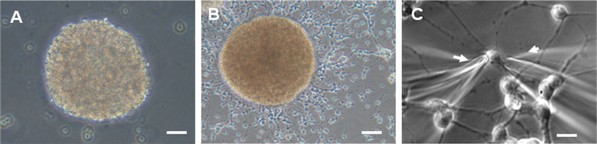
Нейрональные клетки-предшественники. После формирования нейросферы, нейрональные предшественники образуют монослой. Рисунок А: нейросфера, состоящяя из клеток субвентрикулярной зоны (SVZ), изолированных на 15 день эмбрионального развития (E15) и объединившихся после двух дней в культуру. Шкала: 100 мкм. Рисунок B: нейросфера из клеток SVZ (E15), присоединившаяся к донышку после 4 дней в культуре. Видны клетки, мигрирующие от нейросферы. Шкала: 100 мкм. Рисунок C: Клетки на периферии нейросферы. Видны отростки, отмечены положения пипеток. Шкала: 20 мкм.

Нейросфе́ра — сферообразное скопление нейрональных стволовых клеток либо клеток-предшественников in vitro (при помещении их в среду, не содержащую сыворотки). При внесении нейросферы в сыворотку клетки начинают дифференцироваться и выходить за пределы скопления.

## Внешние ссылки
- Neural Stem Cell Culture: Neurosphere generation, microscopical analysis and cryopreservation Протокол генерации нейросфер, опубликованный в Nature Protocols  (англ.)